# مایماکان
مایماکان (روسی: Маймакан) یک رودخانه در سرزمین خاباروفسک کشور روسیه است.